# Sireethorn Leeramwat
Sireethorn Leeramwat (Banguecoque, 24 de dezembro de 1993), é uma modelo da Tailândia que venceu o Miss Internacional 2019. 
Ela foi a primeira de seu país a vencer este concurso, ao derrotar outras 82 concorrentes.

## Biografia
Sireethorn é modelo e formada em Farmácia e entre seus hobbies estão a prática de esportes.

## Participação em concursos de beleza

### Miss Tailândia Internacional 2019
Ela venceu o Miss Tailândia, versão Internacional, em setembro de 2019. Sua resposta final sobre o problemas das drogas no mundo foi: "A curiosidade dos adolescentes está por trás do problema. As escolas deveriam ensinar sobre os efeitos e consequências do uso das drogas. É vital deixar que eles saibam como seu futuro será afetado quando eles decidem experimentar".
A escolha de Sireethorn foi criticada. Sobre isto ela disse que, apesar das críticas, ela não desistiu e que se uma pessoa comum como ela poderia vencer, qualquer um poderia.

### Miss Internacional 2019
No dia 12 de novembro de 2019, aos 25 anos de idade, no Tokyo Dome City Hall, Japão, Sireethorn derrotou candidatas de outros 82 países e ficou com a coroa. Sua resposta final foi: “Eu ousei sonhar em ser uma rainha da beleza, mesmo que não seja nada relacionado com a minha carreira de farmacêutica. Eu usei as críticas para melhorar a mim mesma, ser a melhor representante e fazer meu país sentir orgulho. Assim, a definição de ‘torça por todas as mulheres' para mim é sobre como encorajar, apoiar e inspirar todas as mulheres do mundo para que seus sonhos se tornem realidade e para que elas possam fazer grandes coisas pelo mundo.”
Nota: o lema do concurso é "Torça por todas as mulheres" (em inglês: Cheer All Women)